# Chlorita faurea
Chlorita faurea är en insektsart som först beskrevs av Naudé 1926.  Chlorita faurea ingår i släktet Chlorita och familjen dvärgstritar. Inga underarter finns listade i Catalogue of Life.